# Belgique au Concours Eurovision de la chanson 1977
La Belgique a participé au Concours Eurovision de la chanson 1977 à Londres, au Royaume-Uni.
Le pays est représenté par le groupe Dream Express et la chanson A Million in One, Two, Three, sélectionnés par la Belgische Radio- en Televisieomroep (BRT) au moyen de l'émission de sélection nationale Eurosong.

## Sélection
La sélection nationale est composée de trois demi-finales et une finale. Les émissions de sélection nationale sont présentées par Luc Appermont et ont eu lieu au Théâtre Américain, complexe de studios de la BRT, à Bruxelles. Toutes les chansons de la sélection nationale sont interprétées en anglais.
Les demi-finales ont eu lieu le 15, 22 et 29 janvier 1977. Trois chansons disco participent à chaque demi-finale et sont interprétées par un groupe différent. Les deux chansons arrivées en tête lors d'une demi-finale avancent pour la finale,,.
Six chansons participent à la finale nationale. Une des deux chansons d'un groupe arrivée en tête lors de la finale accèdent au deuxième tour. 

### Demi-finales
| Ordre | Chanson        | Points | Place |
| ----- | -------------- | ------ | ----- |
| 1     | Dancing Man    | 842    | 2     |
| 2     | It's Wonderful | 761    | 3     |
| 3     | Bye Bye Love   | 1 014  | 1     |

| Ordre | Chanson                | Points | Place |
| ----- | ---------------------- | ------ | ----- |
| 1     | Go Get Your Mother     | 876    | 2     |
| 2     | Let Your Love Shine On | 791    | 3     |
| 3     | Drop Drop Drop         | 1 075  | 1     |

| Ordre | Chanson                      | Points | Place |
| ----- | ---------------------------- | ------ | ----- |
| 1     | A Million in One, Two, Three | 978    | 2     |
| 2     | Sold It for a Song           | 1 006  | 1     |
| 3     | Spinning Top                 | 745    | 3     |

### Finale nationale
| Ordre | Artiste       | Chanson                      | Points |
| ----- | ------------- | ---------------------------- | ------ |
| 1     | Two Man Sound | Dancing Man                  | 808    |
| 2     | Two Man Sound | Bye Bye Love                 | 740    |
| 3     | Dream Express | A Million in One, Two, Three | 947    |
| 4     | Dream Express | Sold It for a Song           | 922    |
| 5     | Trinity (nl)  | Go Get Your Mother           | 860    |
| 6     | Trinity (nl)  | Drop Drop Drop               | 933    |

| Ordre | Artiste       | Chanson                      | Points | Place |
| ----- | ------------- | ---------------------------- | ------ | ----- |
| 1     | Two Man Sound | Dancing Man                  | 812    | 3     |
| 2     | Dream Express | A Million in One, Two, Three | 984    | 1     |
| 3     | Trinity (nl)  | Drop Drop Drop               | 932    | 2     |

## À l'Eurovision

### Points attribués par la Belgique
| 12 points | Royaume-Uni |
| 10 points | Pays-Bas    |
| 8 points  | Suisse      |
| 7 points  | Espagne     |
| 6 points  | Grèce       |
| 5 points  | Norvège     |
| 4 points  | France      |
| 3 points  | Irlande     |
| 2 points  | Monaco      |
| 1 point   | Israël      |

### Points attribués à la Belgique
| 12 points  | 10 points                      | 8 points    | 7 points   | 6 points           |
| ---------- | ------------------------------ | ----------- | ---------- | ------------------ |
| - Pays-Bas | - Royaume-Uni                  | - Allemagne | - Portugal | - Israël - Norvège |
| 5 points   | 4 points                       | 3 points    | 2 points   | 1 point            |
| - Grèce    | - Irlande - Luxembourg - Suède | - Finlande  |            |                    |

Dream Express interprète A Million in One, Two, Three en 17e position lors du concours suivant la Finlande et précédant la France. Au terme du vote final, la Belgique termine 7e sur 18 pays, obtenant 69 points.